# Rudolph Schenck zu Schweinsberg
Rudolph Moritz Carl Schenck zu Schweinsberg (* 3. September 1855 in Schweinsberg; † 6. Oktober 1911 in Pützchen bei Bonn) war ein deutscher Verwaltungs- und Hofbeamter und Parlamentarier.

## Leben
Rudolph Schenck zu Schweinsberg studierte an den Universitäten Berlin und Heidelberg Rechtswissenschaften. 1876 wurde er Mitglied des Corps Normannia Berlin an. 1878 schloss er sich dem Corps Saxo-Borussia Heidelberg an. Nach dem Studium trat er in den preußischen Staatsdienst ein. Von 1886 bis 1910 war er Landrat des Kreises Kirchhain.
Schenck zu Schweinsberg war Kammerherr. Von 1892 bis 1910 gehörte er dem Kommunallandtag Kassel an. Zuletzt lebte er in Schweinsberg. Er verstarb in Pützchen bei Bonn. Sein Grab befindet sich in Schweinsberg, auf dem Familienfriedhof der Schencken in Schweinsberg (Mittelhof-Quadrant).